# 옥인동 윤씨 가옥
옥인동 윤씨 가옥은 서울특별시 종로구 옥인동에 있던 한옥이다. 옥인동서용택가(玉仁洞徐龍澤家)라는 이름으로 1977년 3월 17일 서울특별시의 민속문화재 제23호로 지정되었다가, 1997년 2월 20일 문화재 지정이 해지되었다.

## 개요
1910년 전후의 시기부터 당대의 친일파 윤덕영은 점차 옥인동 47번지 땅을 매입하여, 1917년 기준으로 옥인동에서만 16,628평의 땅을 가진 상태였다. 그는 이 넓은 땅에 프랑스식의 큰 건물로 대표되는 ‘벽수산장(碧樹山莊)’이라는 대저택을 건설하였다. 이 건물은 벽수산장 경내에 있던 여러 건물 가운데, 윤덕영의 소실(小室)을 위하여 건축한 한옥이다. 순정효황후가 살던 집으로도 알려졌으나 이는 잘못된 사실이다. 현재 일곱 가구가 살고 있다고 알려져 있다. 남산골한옥마을에는 이 건물을 본따 재현한 한옥이 있다.

## 참고 자료
- 김창희; 최종현 (2013). 《오래된 서울》. 서울: 동하. ISBN 9788996787228.
- 조한 (2013). 《서울, 공간의 기억 기억의 공간》. 경기: 돌베개. ISBN 9788971995617.